# Roger Stern
Pour les articles homonymes, voir Stern.
Roger Stern (né le 17 septembre 1950) est un scénariste de comics et écrivain américain.

## Biographie

### Marvel
À la fin des années 1970, Stern se fait connaître dans l'industrie en 1975 comme membre de la troisième vague de créateurs Marvel, qui comprenait les dessinateurs John Byrne et Frank Miller, et les scénaristes Jo Duffy, Mark Gruenwald et Ralph Macchio. Il travaille comme éditeur (principalement sur Uncanny X-Men), mais il est plus connu pour son court passage avec John Byrne sur Captain America et ses longues périodes sur Amazing Spider-Man, Doctor Strange (avec Marshall Rogers, Dan Green ou Paul Smith), ou The Avengers.

### DC Comics
En 1987, après une dispute avec Mark Gruenwald sur des sagas à venir, il est renvoyé du titre Avengers. Il commence alors à travailler en indépendant pour DC Comics, principalement sur Superman et les séries associées comme Action Comics, notamment lors de la mort de Superman. Devenant un des piliers de la franchise Superman, il écrit même l'adaptation romanesque de la mort Superman, The Death and Life of Superman (Bantam Books, 1993, traduit par Lefrancq). On peut aussi le retrouver à cette époque sur Power of the Atom ou Starman. En 1994, il lance la troisième série consacrée à Supergirl et, deux ans plus tard, il travaille sur Legionnaires.

### La suite de sa carrière
En 1996, Stern retourne chez Marvel pour écrire la mini-série Spider-Man : Hobgoblin Lives. Pendant les années suivantes, il scénarise l'éphémère série Marvel Universe, ainsi que des mini-séries comme Avengers Two, Avengers Infinity (2000, en hommage à feu Mark Gruenwald, dessinée par Sean Chen), et Spider-Man : Revenge of the Green Goblin. Il se rapproche également de Kurt Busiek, scénariste incontournable de Marvel à l'époque. Débordé, Busiek lui demande de l'aide sur plusieurs projets, tels que Iron Man ou la maxi-série Avengers Forever. En 2008, il est chargé par Busiek d'étoffer son intrigue pour Marvels 2 : L'œil de l'objectif (suite de la célèbre saga Marvels qui avait révélé Alex Ross). Cependant, depuis 2001, la plupart de ses scénarios de comics sont destinés à des éditeurs européens comme Egmont Books.
En plus de ses scénarios de comics, Stern a écrit quelques romans sur le même sujet : Smallville : Le gourou / Strange Visitors (Warner Books, 2002), et Superman: The Never-Ending Battle (Pocket Books, 2005).

## Publications
DC Comics
- Action Comics
- The Death and Life of Superman (Bantam Books, 1993)
- Smallville: Strange Visitors (Warner Books, 2002)
- Superman: The Never-Ending Battle (Pocket Books, 2005)
- Starman (1988)
- Superman Annual Vol 2. 2
- Legionnaires

Marvel
- Amazing Spider-Man
- Avengers
- Fantastic Four
- Captain America
- Incredible Hulk
- Iron Man (comics)
- Peter Parker, The Spectacular Spider-Man
- Marvel Presents …
- Marvel Universe …
- Trouble (comics)
- Ghost Rider
- Speedball
- Spider-Man: Revenge of the Green Goblin
- West Coast Avengers
- X-Men vs Avengers

## Créations
- Dans la série Starman
  - Alan Markham cocréateur Tom Lyle
  - David Winters
  - Deadline
  - Dennis Blake
- Contessa Erica Alexandra del Portenza, cocréateur Tom Grummett
- Colleen Wing cocréateur Tom DeFalco, John Romita Jr., Louise Simonson
- Lady Blaze & Lord Satanus Hell (DC Comics), cocréateur Bob McLeod, Marv Wolfman, Curt Swan
- Blast-Off (Jahr-Drake Ningle)
- Draaga (en), cocréateur Kerry Gammill (en)
- Eradicator
- Monica Rambeau, cocréateur John Romita Jr.
- Hobgoblin (Super-Bouffon), Hobgoblin cocréateur John Romita Jr.